# Helia bilunulalis
Helia bilunulalis är en fjärilsart som beskrevs av Walker 1865. Helia bilunulalis ingår i släktet Helia och familjen nattflyn. Inga underarter finns listade i Catalogue of Life.